# Wimpermos
Wimpermos (Anaptychia ciliaris) is een korstmossoort uit de familie Physciaceae. Hij komt voor op bomen en leeft in symbiose met de alg Trebouxia.

## Determinatie
De soort vormt rozetvormige kussens tot 20 cm breed. De bijna struikachtige, smalle dragende delen zijn grijs tot bruin, 1 tot 2 mm breed en aan de rand bedekt met grijszwarte trilhaartjes. Als ze goed ontwikkeld zijn, worden talrijke, vaak licht gesteelde apotheciën gevormd met een bruinzwarte schijf, die aan het begin vaak berijpt zijn. In Nederland vormt de soort geen apotheciën.

## Ecologie
Wimpermos leeft epifytisch op mineraalrijke, neutrale, gebarsten schors van bij voorkeur oude, vrijstaande loofbomen. Zeer zelden komt het ook epilitisch voor.

## Verspreiding
Het Europese verspreidingsgebied van wimpermos strekt zich uit over de bergen van de mediterrane landen tot Zuid-Scandinavië. In Nederland is het zeldzaam. De soort staat op de Nederlandse Rode Lijst in de categorie 'Bedreigd'.